# Strumaria barbarae
Strumaria barbarae är en amaryllisväxtart som beskrevs av Anna Amelia Obermeyer. Strumaria barbarae ingår i släktet Strumaria och familjen amaryllisväxter. IUCN kategoriserar arten globalt som livskraftig. Inga underarter finns listade i Catalogue of Life.